# Мартинш, Себаштьян
Себаштьян Жозе Антониу Мартинш (порт. Sebastião José António Martins; 4 апреля 1961, Луанда) — ангольский функционер спецслужб и государственный деятель. Подполковник госбезопасности, комиссар полиции. Занимал посты министра внутренних дел, директора спецслужб SINFO и SINSE.

## В полиции и госбезопасности
Родился в семье луандского среднего класса. В девятнадцатилетнем возрасте примкнул к правящей компартии МПЛА и правительственной армии ФАПЛА. В 1980-х, во время гражданской войны, служил в Министерстве госбезопасности НРА, имел звание подполковника. Полностью поддерживал политику МПЛА, президентов Агостиньо Нето и Жозе Эдуарду душ Сантуша (несмотря на различия в идеологической фразеологии).
В 1993 переведён в Министерство внутренних дел (MININT). Служил в полиции в высшем звании шеф-комиссара. Возглавлял дирекцию MININT по планированию и финансам. С 2006 руководил органом внутренней безопасности — Службу информации (SINFO). Под руководством Мартинша SINFO активно участвовала в обеспечении успеха МПЛА на парламентских выборах 2008. Оппозиция обвиняла спецслужбу в давлении на избирателей, манипуляциях и фальсификациях. В 2010 SINFO преобразована в Службу разведки и госбезопасности (SINSE).
Получил степень бакалавра экономики в Университете Агостиньо Нето, магистра государственного управления в лиссабонском Открытом университете, Мадридском политехническом университете. Повышал квалификацию в парижской Высшей школе международных исследований. Проходил стажировку по безопасности в Израиле.

## Министерство
Осенью 2010 президент душ Сантуш назначил Себаштьяна Мартинша министром внутренних дел. Одновременно Мартинш в генеральском звании оставался директором SINSE. Своими приоритетами в MININT он называл борьбу с нелегальной иммиграцией, переустройство и обновление тюрем, расширение сети мест заключения. Комментаторы отмечали хорошее знакомство министра с министерством. 
Отмечалась склонность Мартинша выстраивать MININT по образцу SINFO как органа госбезопасности. В министерстве возникли острые конфликты из-за замены руководства Миграционной службы, непродуманных мер ужесточения миграционной политики, вмешательства офицеров SINSE в дела полиции. При этом критики Мартинша считали, что его действия были не самостоятельными инициативами, а выполнением директив президента.
Министерский пост Мартинш занимал в течение двух лет. Совмещение руководство MININT и SINSE усиливало позиции Мартинша в сообществе ангольских спецслужб. Борьба за политическое влияние привела его к конфликту с могущественным начальником военной канцелярии и службы безопасности президента Элдером Виейрой, он же генерал Копелипа. В этом конфликте президент душ Сантуш принял сторону Копелипы.

## Отстранение
27 мая 2012 в Луанде произошли протестные выступления демобилизованных военнослужащих, подавленные президентской охраной. С демонстративной жестокостью были убиты оппозиционные активисты Алвиш Камулинге и Исайаш Касуле (позднее Мануэл Карвалью), поддержавшие протестующих. Дело получило широкую огласку, власти вынуждены были определять виновных. В итоге ответственность была возложена не на президентских охранников и полицейских (несмотря на соответствующие свидетельства), а на офицеров SINSE.
В 2012 Себаштьян Мартинш оставил MININT, в 2013 снят с руководства SINSE. Коллективное письмо сотрудников SINSE президенту душ Сантушу не возымело действия. Некоторое время Мартинш провёл под арестом — на основании показаний сотрудника SINSE, подтвердившего получение приказа об убийстве активистов. Санкцию на арест дал лично душ Сантуш. Высказывалось мнение, что преследование Мартинша осуществляется для прикрытия некого высокопоставленного партийно-государственного чиновника, который действительно отдал этот приказ. Вскоре Мартинш был освобождён, но удалён из политики и силовых структур.

## После отставки
После отставки Себаштьян Мартинш сосредоточился на научной работе. Получил степень доктора политических наук в Лиссабонском университете. В 2015 издал книгу Labirintos Mundiais: As revoluções pós-modernas e os caminhos da Incerteza Global — Мировые лабиринты: постмодернистские революции и пути глобальной неопределённости. Основал в Анголе Центр военно-стратегических исследований.
Себаштьян Мартинш женат, имеет троих детей. Наряду с португальским, владеет испанским, французским и английским языками.